# 佐賀県道266号江上光法停車場線
佐賀県道266号江上光法停車場線（さがけんどう266ごう えがみみつのりていしゃじょうせん）は、佐賀県佐賀市を通る一般県道である。

## 概要
佐賀市北川副町大字江上から佐賀市北川副町大字光法に至る。
県道名の停車場は、旧国鉄佐賀線光法駅のことである。

### 路線データ
- 起点：佐賀県佐賀市北川副町大字江上（江上交差点、佐賀県道・福岡県道20号佐賀大川線交点）
- 終点：佐賀県佐賀市北川副町大字光法（光法交差点、国道208号交点、佐賀県道285号大詫間光法停車場線終点）

## 地理

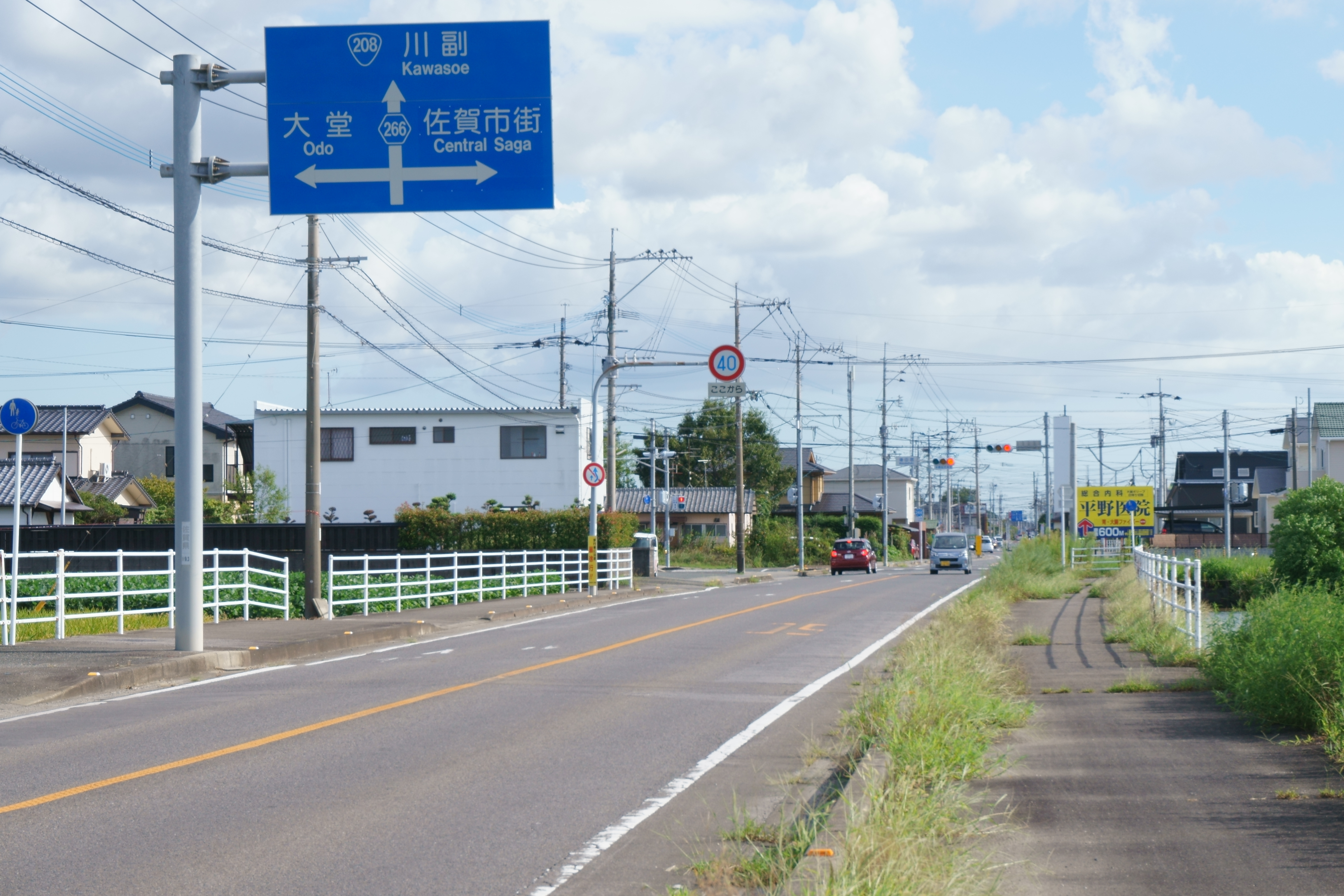
増田宿交差点付近
佐賀市北川副町大字光法

### 通過する自治体
- 佐賀市

### 交差する道路
| 交差する道路                              | 交差する場所     | 交差する場所      |
| ----------------------------------------- | ---------------- | ----------------- |
| 佐賀県道・福岡県道20号佐賀大川線          | 北川副町大字江上 | 江上交差点 / 起点 |
| 佐賀県道401号佐賀環状自転車道線           | 北川副町大字光法 |                   |
| 国道208号 佐賀県道285号大詫間光法停車場線 | 北川副町大字光法 | 光法交差点 / 終点 |

### 沿線
- 旧国鉄佐賀線 光法駅跡